# 水と土の芸術祭
水と土の芸術祭（みずとつちのげいじゅつさい）とは、新潟県新潟市で開催される芸術祭・現代美術展。
トリエンナーレ形式で2009年より3年ごとに開催されている。2018年に終了。

## 概要
基本理念は"私たちはどこから来て、どこへ行くのか ～  新潟の水と土から、過去と現在（いま）を見つめ、未来を考える  ～ "

展覧会名は新潟市内を信濃川や阿賀野川が通り、古来より多くの土から恩恵を受けたことや、それらの生み出した災害に対する先人の知恵への敬意を示して名付けられた。

### 第1回（水と土の芸術祭2009）
- 会期 - 2009年 7月18日-12月27日
- 主催 - 水と土の芸術祭実行委員会
  - 実行委員長 - 篠田昭 （新潟市長）
  - ディレクター - 北川フラム（アートディレクター）
  - アドバイザー
    - たほ りつこ（東京藝術大学美術学部先端芸術表現科教授）
    - 大熊孝（新潟大学名誉教授・工学博士）
    - 大倉宏（美術評論家）
    - 紙谷智彦（新潟大学自然科学系教授・農学博士）
- 来場者 - 延約54万9千人[1][2]
- 予算 - 4億7千万円

内容構成は、
- 新潟市内各地の野外を中心とした空間への美術作品の設置
- 同時期に各地で開催される地域の祭りや神楽などとの連携
- 川や潟や水路沿いに広がる風景や排水機・古民家などの文化・産業遺産の再発見

の三つが柱になっており、美術作品や美術作品を巡る旅を通して地域の特性を見直すことが狙いになっている。
新潟市内各地にて日本国内のアーティスト他、海外13カ国からの芸術家による71作品が展示されている。

#### トピック
2009年10月9日、日本列島を襲った平成21年台風第18号の影響により中央区のやすらぎ堤にある台湾の王文志による作品、『Water Front 在水一方（通称:バンブーハウス）』が突風により崩壊した。同作品は竹で編まれている高さ13メートル、直径10メートルのドーム状の作品で、台湾からの留学生やボランティアの協力により作られたものだった。製作者の王文志の地元台湾も2009年に台風8号の被害を受けており、有志の手によりバンブーハウス前で募金活動が行われたこともあった。
再建を望む声が多かったことから、10月23日よりボランティアの協力などで復元が行われた。以前にあったものよりも高さは3メートル低くし、竹の数を増やして風の対する強度を高めたものが10月30日に完成した。同日の夜には記念セレモニーが行われ、作品は200本のろうそくでライトアップされ、製作者の王文志や、新潟市長の篠田昭が出席した。

#### 作品一覧[5]
| 作品番号 | 名前                                        | 国                      | 作品名                                               | 場所                                 |
| -------- | ------------------------------------------- | ----------------------- | ---------------------------------------------------- | ------------------------------------ |
| 1        | 栗田宏一                                    | 日本                    | SOIL LIBRARY/NIIGATA                                 | 中央区：新潟市美術館                 |
| 2        |                                             |                         | のぞきからくり                                       | 中央区：新潟市美術館                 |
| 3        |                                             |                         | 信濃川火焔土器プロジェクト                           | 中央区：新潟市美術館                 |
| 4        | 磯辺行久                                    | 日本                    | 土のオベリスク                                       | 中央区：新潟市美術館                 |
| 5        | チーム・モノリス (坂井基樹,平山良治,中井信) | 日本                    | はがしたての地球－土壌モノリス                       | 中央区：新潟市美術館                 |
| 6        | 大岩オスカール                              | ブラジル                | 人と水と土の叙事詩                                   | 中央区：新潟市美術館                 |
| 7        | 栗林隆                                      | 日本                    | Zwischen-Raum ツビッシェン・ラウム                   | 中央区：新潟市美術館                 |
| 8        | 久住有生                                    | 日本                    | 土の一瞬                                             | 中央区：新潟市美術館                 |
| 9        | 高あみ                                      | 日本                    | すばらしい日々                                       | 中央区：新潟市美術館                 |
| 10       | 山口啓介                                    | 日本                    | 祭りの休憩室1・2・3                                  | 中央区：新潟市美術館                 |
| 11       | 牛腸茂雄                                    | 日本                    | 水の記憶                                             | 中央区：新潟市美術館                 |
| 12       | 田中直志                                    | 日本                    | ハンチクのベンチ                                     | 中央区：新潟市美術館                 |
| 13       | 河口龍夫                                    | 日本                    | 蓮の屋敷、記憶の土蔵                                 | 中央区：旧斎藤家夏の別邸の邸宅       |
| 14       | 坂爪勝幸                                    | 日本                    | 水のためのインスタレーション                         | 中央区：白山公園燕喜館               |
| 15       | 瀬戸川満里子                                | 日本                    | 時をこえて－Beyond time                              | 中央区：白山公園りゅーとぴあ空中庭園 |
| 16       | 逢坂卓郎                                    | 日本                    | Horizontal and Vertical                              | 中央区：信濃川りゅーとぴあ付近       |
| 17       | ジャウマ・プレンサ                          | スペイン                | THE HERT OF TREES                                    | 中央区：やすらぎ堤昭和大橋付近       |
| 18       | 王文志                                      | 台湾                    | Water Front 在水一方                                 | 中央区：やすらぎ堤八千代橋付近       |
| 19       | 新潟大学工学部岩佐研究室                    | 日本                    | 信濃川ロングリビング                                 | 中央区：信濃川萬代橋付近             |
| 20       | 北澤潤                                      | 日本                    | 浮島プロジェクト                                     | 中央区：信濃川萬代橋付近             |
| 21       | 日比野克彦                                  | 日本                    | THE SEEDS TRIP 横浜→新潟                             | 中央区：新潟市歴史博物館             |
| 22       | NPO法人にいがた湊あねさま倶楽部 上山寛      | 日本                    | 風迎人の家                                           | 中央区：入船みなとタワー前           |
| 23       | フェリチェ・ヴァリーニ                      | スイス                  | 円とタワーの間のジグザグ 新潟2009                    | 東区：山の下みなとタワー             |
| 24       | 管懐賓                                      | 中国                    | 東方の舟                                             | 中央区：関屋分水記念公園             |
| 25       | 霜鳥健二 内山玉延                           | 日本                    | 「水」と「土」と                                     | 西区：新川斜面緑地                   |
| 26       | ジャン＝リュック・ヴィルムート              | フランス                | The River Paradox                                    | 西区：新川-西川立体交差              |
| 27       | 北川貴好                                    | 日本                    | 物質／水／自然が再生し繋がっていく土地               | 西区：赤塚砂丘畑                     |
| 28       | ラム・カツィール                            | イスラエル オランダ     | Funauta / Sailor's Song                              | 西区：佐潟                           |
| 29       | 中川仲一                                    | 日本                    | 木舟                                                 | 西区：佐潟                           |
| 30       | 土屋公雄 田原唯之 木村恒介                  | 日本                    | 海抜ゼロ                                             | 西蒲区：上堰潟                       |
| 31       | 浅葉克己                                    | 日本                    | ヒエログリフ                                         | 西蒲区：角田浜                       |
| 32       | アン・グラハム                              | イギリス オーストラリア | Shinohara's Housa                                    | 西蒲区：篠原幸三郎家住宅             |
| 33       | クイビーン・オフラハラ                      | アイルランド            | Fifteen Degrees South-Tears of my Father-            | 西蒲区：福井                         |
| 34       | 池田一                                      | 日本                    | WATERPOLIS Niigata Project 2009 水見台団地水抜き通り | 西蒲区：矢川-大通川立体交差          |
| 35       | マールア・ヴィルッカラ                      | フィンランド            | INTERVALS                                            | 東区：栗ノ木排水機場                 |
| 44       | 丹治嘉彦 橋本学                             | 日本                    | CIRCULATION                                          | 中央区：鳥屋野潟                     |
| 48       | MAVOY (源田博,工藤由紀子)                   | 日本                    | around1935                                           | 西区：大野町商店街                   |

### 第2回（水と土の芸術祭2012）
- テーマ - 転換点 ～ 地域と生命いのちの再生に向けて
- 会期 - 2012年 7月14日-12月24日（164日間）
- 主催 - 水と土の芸術祭実行委員会
  - 実行委員長 - 篠田昭 （新潟市長）
  - 参与 - 大熊孝（新潟大学名誉教授、NPO 法人新潟水辺の会代表世話人）
  - アドバイザー
    - 大倉宏（美術評論家、砂丘館（旧日本銀行新潟支店長役宅）館長）
    - 加藤種男（アサヒグループ芸術文化財団顧問）

  - プロデューサー - 小川弘幸（NPO 法人文化現場代表）
  - ディレクター
    - 佐藤哲夫（新潟大学教育学部教授）
    - 丹治嘉彦（新潟大学教育学部教授）
    - 竹久侑（水戸芸術館現代美術センター学芸員）
    - 堀川久子（舞踊家）
- 来場者：延約72万4千人
- 予算 - 2億7千万円[6][7]

### 第3回（水と土の芸術祭2015）
- 会期 - 2015年 7月18日-10月12日（87日間）
- 主催 - 水と土の芸術祭2015実行委員会
  - 実行委員長 - 篠田昭 （新潟市長）
  - 参与 - 大熊孝（新潟大学名誉教授、NPO 法人新潟水辺の会代表世話人）
  - アドバイザー - 加藤種男（公益社団法人企業メセナ協議会専務理事・代表理事）
  - 総合ディレクター - 小川弘幸（NPO 法人文化現場代表）
    - アート・ディレクター - 丹治嘉彦（新潟大学教育学部芸術環境講座教授）
    - 建築ディレクター - 曽我部昌史 （建築家・神奈川大学工学部建築学科教授/みかんぐみ共同主宰）
    - パフォーマンス・ディレクター - 金森穣 （りゅーとぴあ新潟市民芸術文化会館舞踊部門芸術監督/Noism 芸術監督）
    - こどもプロジェクト・ディレクター - 戸澗幸夫（新潟県立大学人間生活学部子ども学科教授）
    - シンポジウム・ディレクター - 大熊孝  参与兼務
    - 食おもてなしディレクター - 伊勢みずほ（フリーアナウンサー）
    - 広報ディレクター - 須田和博（株式会社博報堂  シニア・クリエイティブ・ディレクター）
- 来場者：延約71万1千人
- 予算 - 2億7千万円[8][9]

### 第4回（水と土の芸術祭2018）
- 会期 - 2018年 7月14日-10月8日（87日間）
- 主催 - 水と土の芸術祭2018実行委員会
  - 実行委員長 - 篠田昭（新潟市長）※在任期間：Ｈ29.1.26～Ｈ30.11.17
→木村勇一（新潟市副市長）※在任期間：Ｈ30.11.18～H31.3.31
→高橋建造（新潟市副市長）※在任期間：H31.4.1～
  - 参与 - 大熊孝（新潟大学名誉教授、NPO 法人新潟水辺の会代表世話人）
  - アドバイザー - 小川弘幸（イベントプロデューサー/文化現場代表）
  - 総合ディレクター - 谷 新（美術評論家）
    - アート・ディレクター - 塩田純一（前新潟市美術館館長）
    - 市民プロジェクト・ディレクター/こどもプロジェクト・ディレクター - 藤浩志（秋田公立美術大学副学長/美術家）
    - チーフ・キュレーター - 長縄宣（元発電所美術館学芸員）
    - 公式カメラマン - 中村脩（写真家/映像作家）
    - アーティスト - 塩田千春(「どこへ向かって」出品)
- 来場者：延約71万7千人
- 予算 - 2億7千万円[10]

## 関連図書
- Koizumi, Motohiro (July 2016). “Creativity in a shrinking society: A case study of the Water and Land Niigata Art Festival” (英語). Cities（英語版） 56:  141-147. doi:10.1016/j.cities.2015.10.002.